# Fundkombination
Die Fundkombination gehört zu den Grundlagen der Erstellung einer relativen Chronologie in der Archäologie.
Der Ansatz geht von zwei Voraussetzungen aus: Erstens sind zahlreiche Fundgattungen wie Fibeln, Keramik usw. modischen Veränderungen unterworfen, Objekte des gleichen archäologischen Typs sind also ungefähr gleich alt. Zum zweiten sind Gegenstände, die regelhaft in geschlossenen Funden miteinander kombiniert vorkommen, weitgehend zeitgleich.
Die Fundspektren der typischerweise miteinander vergesellschafteten Objekte verändern sich im Laufe der Zeiten und erlauben so, das zeitliche Nacheinander von Funden („Typen“) und geschlossenen Fundkomplexen zu beobachten.
Ein übliches Mittel zur Darstellung dieser Beziehungen sind „Kombinationstabellen“, die eine Übersicht über die geschlossenen Funde, die Typen und das Vorkommen der Typen in den geschlossenen Funden geben. In sinnvoll vorbereiteten Tabellen sollte jeder „geschlossene Fund“ (ein Grab, eine Siedlungsgrube o. Ä.) mindestens zwei Typen beinhalten, und jeder der Typen in mindestens zwei geschlossenen Funden vertreten sein – nur so ergeben sich auch tatsächlich verwertbare Kombinationen.
Anschließend sollte die Tabelle geordnet werden; eine gute Ordnung erkennt man an einer weitgehend diagonalisierten Matrix, d. h. die Markierungen für die Kombinationen häufen sich der Diagonalen, während die anderen Randfelder weitgehend leer sind. Eine gut diagonalisierte Tabelle spiegelt in der Regel die zeitliche Abfolge der Komplexe und der Typen wider. Eine solche Ordnung der Tabellen kann von Hand vorgenommen werden, vielfach werden dazu jedoch mathematische Ordnungsverfahren verwendet, die unter den Begriffen Seriation oder Korrespondenzanalyse bekannt sind.